# La Herradura, Michoacán de Ocampo
La Herradura är en ort i Mexiko.   Den ligger i kommunen Indaparapeo och delstaten Michoacán de Ocampo, i den södra delen av landet, 200 km väster om huvudstaden Mexico City. La Herradura ligger 1 893 meter över havet och antalet invånare är 105.
Terrängen runt La Herradura är kuperad söderut, men norrut är den platt. Runt La Herradura är det ganska tätbefolkat, med 86 invånare per kvadratkilometer. Närmaste större samhälle är Indaparapeo, 1,8 km öster om La Herradura. I omgivningarna runt La Herradura växer huvudsakligen savannskog.